# 角弓镇
角弓镇，是中华人民共和国甘肃省陇南市武都区下辖的一个乡镇级行政单位。

## 行政区划
角弓镇下辖以下地区：
清江坝村、年家村、西坪村、东坪村、柳树城村、鹿坝村、消坝子村、白鹤桥村、高坪村、角弓街村、白草山村、白草沟村、白草坝村、下侯子村、半山村、构林坪村、陈家坝村和甘谷墩村。